# Voïvodie de Basse-Silésie
Pour les articles homonymes, voir Silésie (homonymie).
La voïvodie de Basse-Silésie (en polonais : Województwo Dolnośląskie) est une région administrative (voïvodie) du sud-ouest de la Pologne. Le nom polonais de la Basse-Silésie est Dolny Śląsk en référence à la région historique de même nom.
La voïvodie de Basse-Silésie fut créée le 1er janvier 1999 à partir de la totalité des anciennes voïvodies de Jelenia Góra, Legnica, Wałbrzych, Wrocław ainsi qu'une petite partie de l'ancienne voïvodie de Leszno, à la suite d'une loi de 1998 réorganisant le découpage administratif du pays en cours depuis 1975. De 1950 à 1975, l'ancienne voïvodie de Wrocław avait une surface comparable.
Elle se divise en 26 districts (powiats) dont trois villes possédant des droits de district, et 169 communes.

## Les plus grandes villes
(Population en 2010)
- Wrocław (632 996 habitants)
- Wałbrzych (120 197 habitants)
- Legnica (103 892 habitants)
- Jelenia Góra (84 023 habitants)
- Lubin (75 171 habitants)
- Głogów (67 764 habitants)
- Świdnica (59 527 habitants)
- Bolesławiec (39 832 habitants)

## Division administrative

### Villes
- Jelenia Góra
- Legnica
- Wałbrzych
- Wrocław

### Powiats
- Powiat de Bolesławiec
- Powiat de Dzierżoniów
- Powiat de Głogów
- Powiat de Góra
- Powiat de Jawor
- Powiat de Jelenia Góra
- Powiat de Kamienna Góra
- Powiat de Kłodzko
- Powiat de Legnica
- Powiat de Lubań
- Powiat de Lubin
- Powiat de Lwówek Śląski
- Powiat de Milicz
- Powiat d'Oleśnica
- Powiat d'Oława
- Powiat de Polkowice
- Powiat de Strzelin
- Powiat de Środa Śląska
- Powiat de Świdnica
- Powiat de Trzebnica
- Powiat de Wałbrzych
- Powiat de Wrocław

## Histoire
À la fin du Xe siècle, Mieszko Ier, premier souverain polonais, a annexé cette région au territoire polonais. Par la suite, la Basse-Silésie est passée successivement sous la domination de la Bohême (1335), puis de l'Autriche (1526). La plus grande partie du duché de Silésie avec le comté de Glatz devient prussien à la suite des guerres de Silésie en 1742 par le traité de Breslau et le traité ultérieur de Berlin. Dans le cadre de la Prusse, la région appartient à la Confédération germanique jusqu'en 1866, et depuis 1871, au Reich allemand. Après la Seconde Guerre mondiale, elle est réintégrée au territoire polonais. Une grande partie de la population de langue allemande est alors expulsée remplacée par des Polonais du centre de la Pologne et des territoires polonais de l'Est annexés à l'Union soviétique.

## Économie
Principaux secteurs d'activité : 
- industrie
- agriculture
- industrie du bois et du papier
- transport
- commerce et services
- sport et tourisme
- protection de l¹environnement
- santé

Le déclin des vieilles industries entraîne un chômage important et l'économie de la voïvodie se tourne vers les techniques de pointe (automobile en particulier) et les services financiers.

## Politique
Composition de la diétine (sejmik) de Basse-Silésie à la suite des élections de 2024 :
|  |                          | Sièges |
|  | ------------------------ | ------ |
|  | Coalition civique        | 15     |
|  | Droit et justice         | 13     |
|  | Troisième voie           | 4      |
|  | Bezpartyjni Samorządowcy | 3      |
|  | La Gauche                | 1      |

## Noms de famille les plus fréquents
- 1. Nowak : 13 217
- 2. Kowalski : 9 429
- 3. Wójcik : 7 046

## Galerie

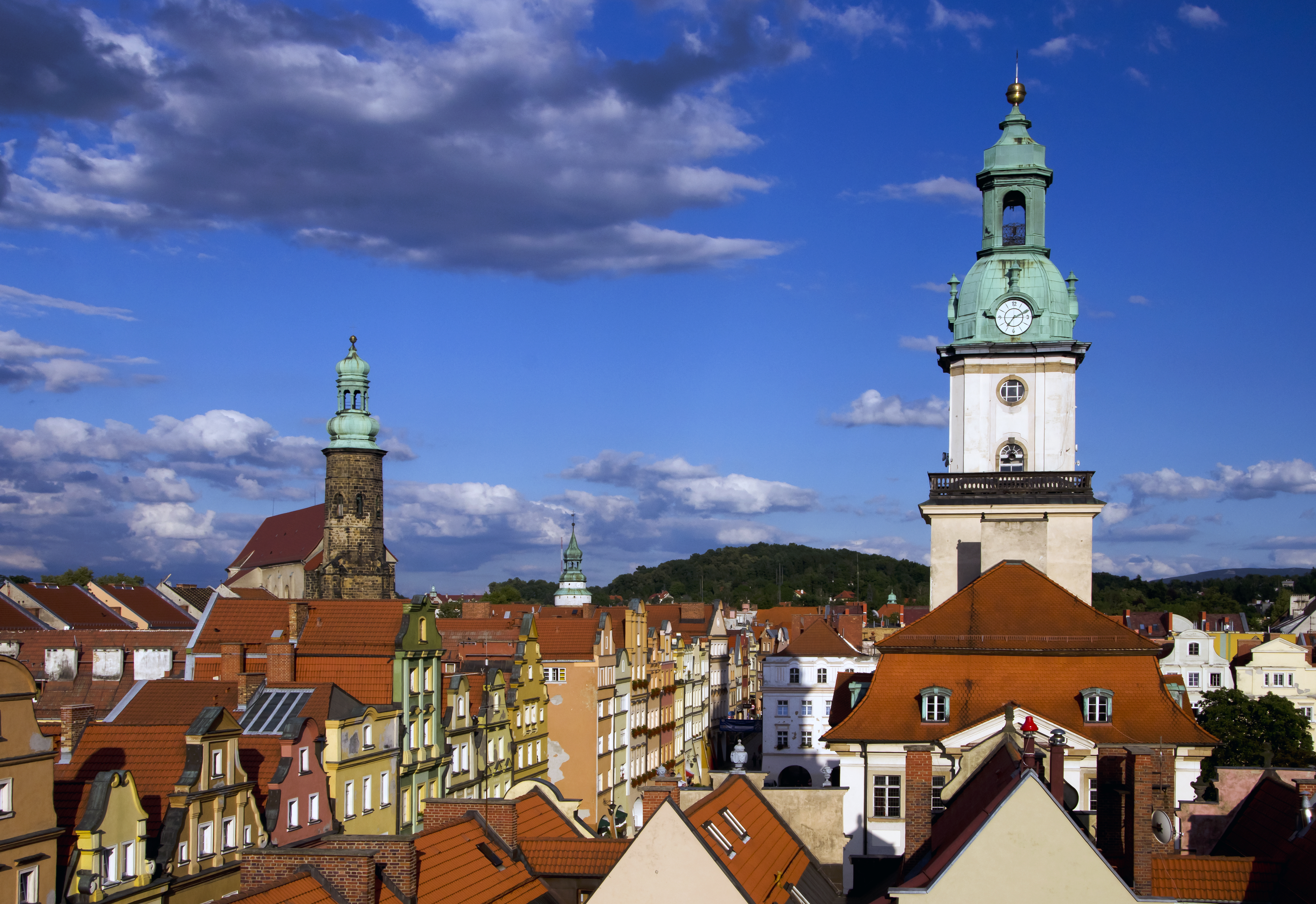
Jelenia Góra.
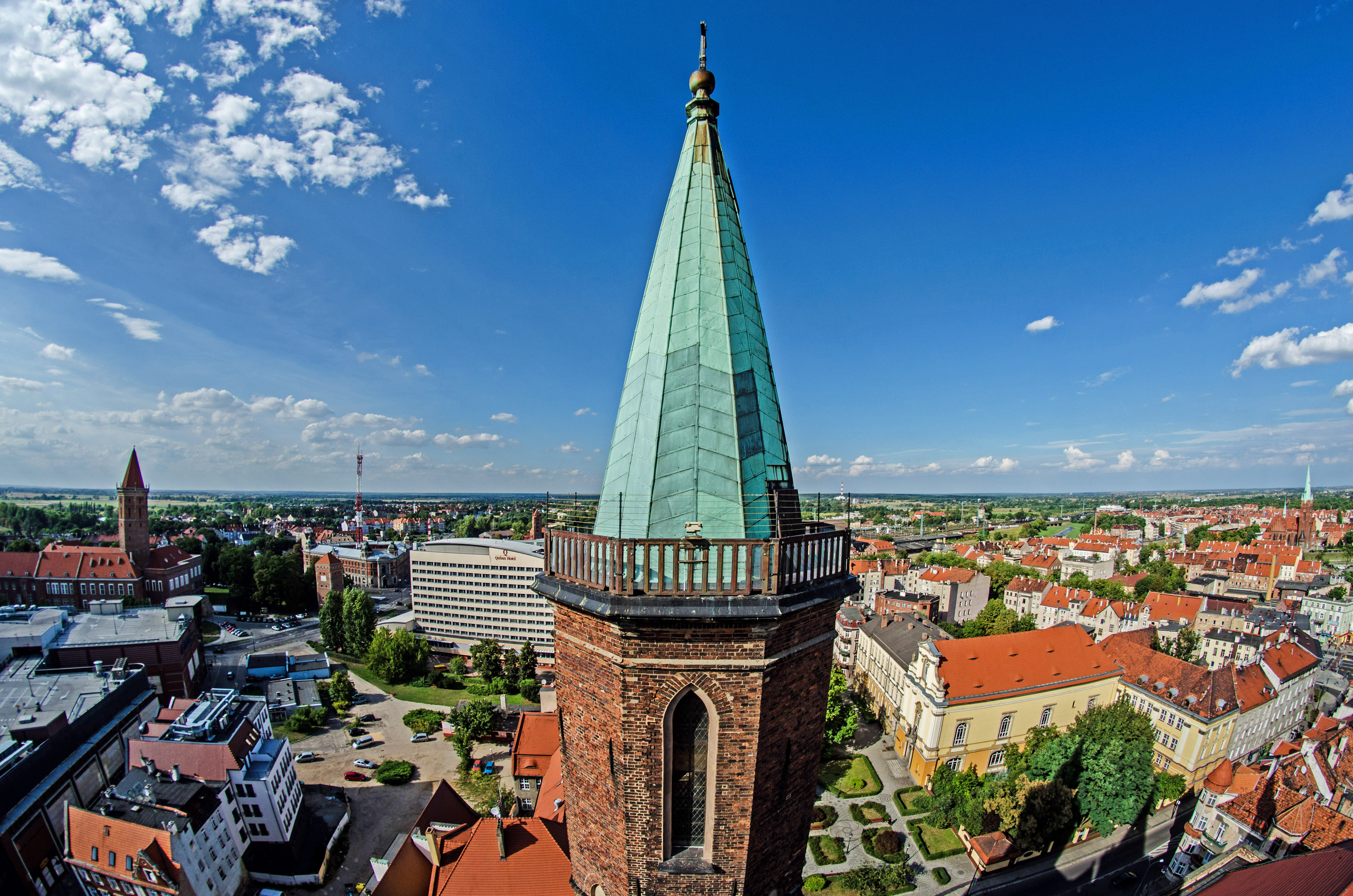
Legnica.
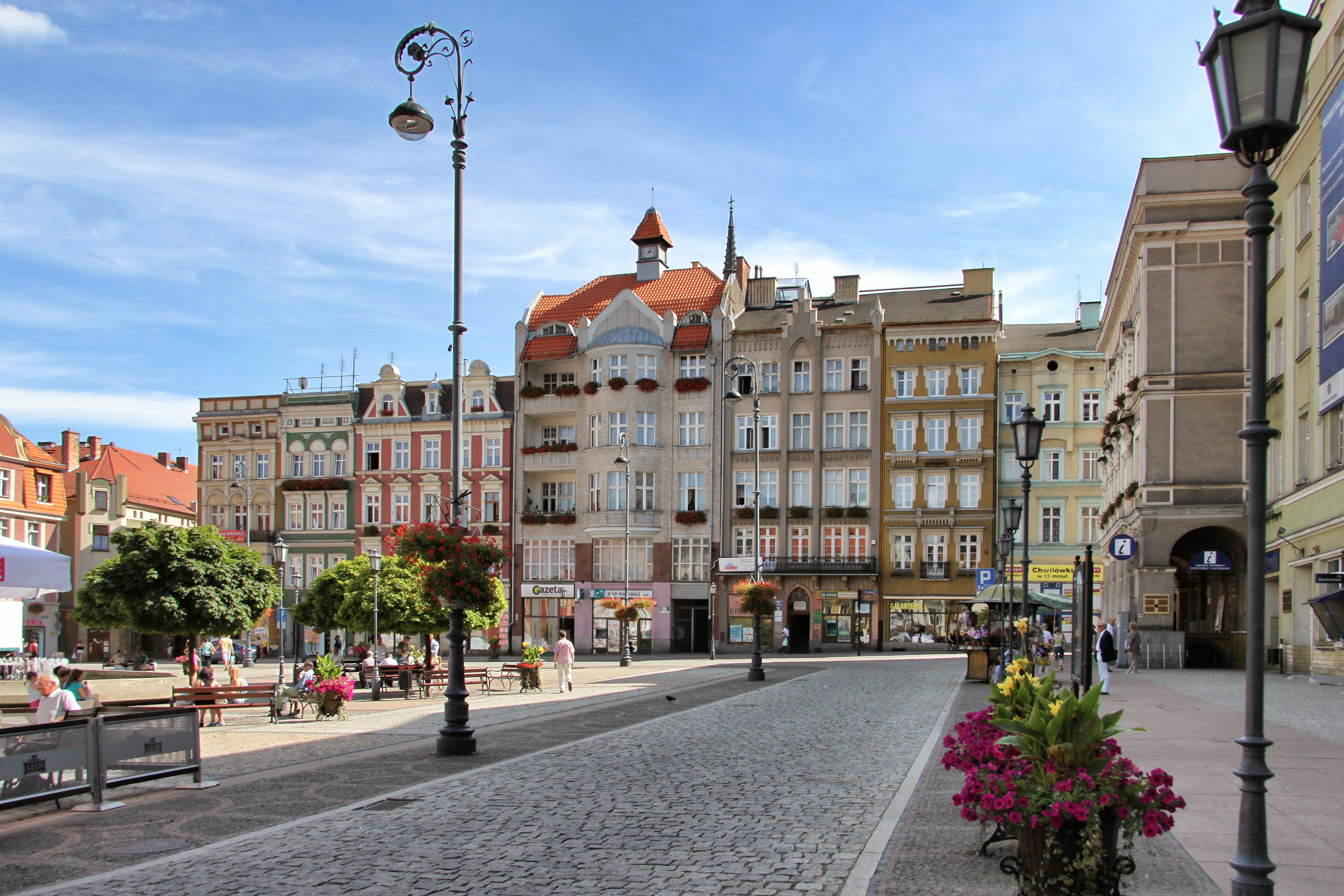
Wałbrzych.
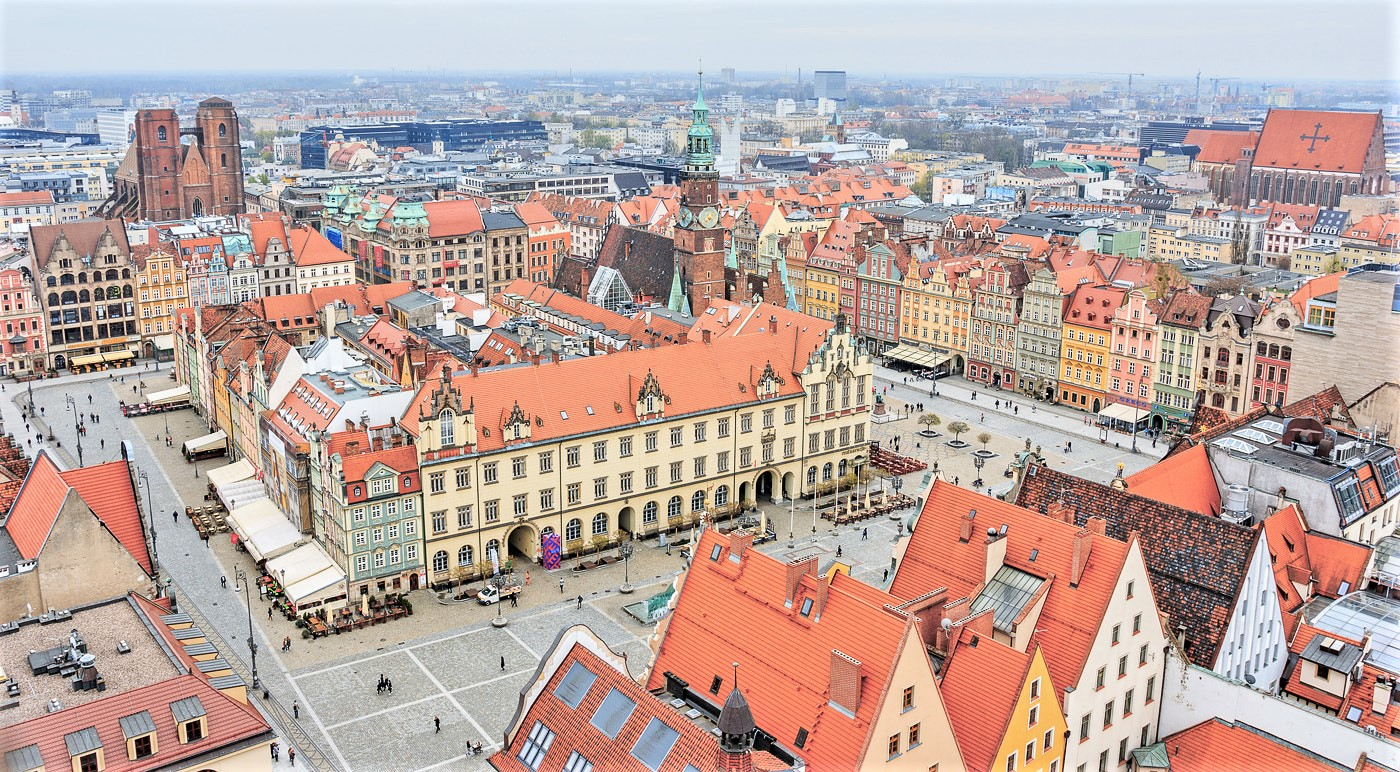
Wrocław.
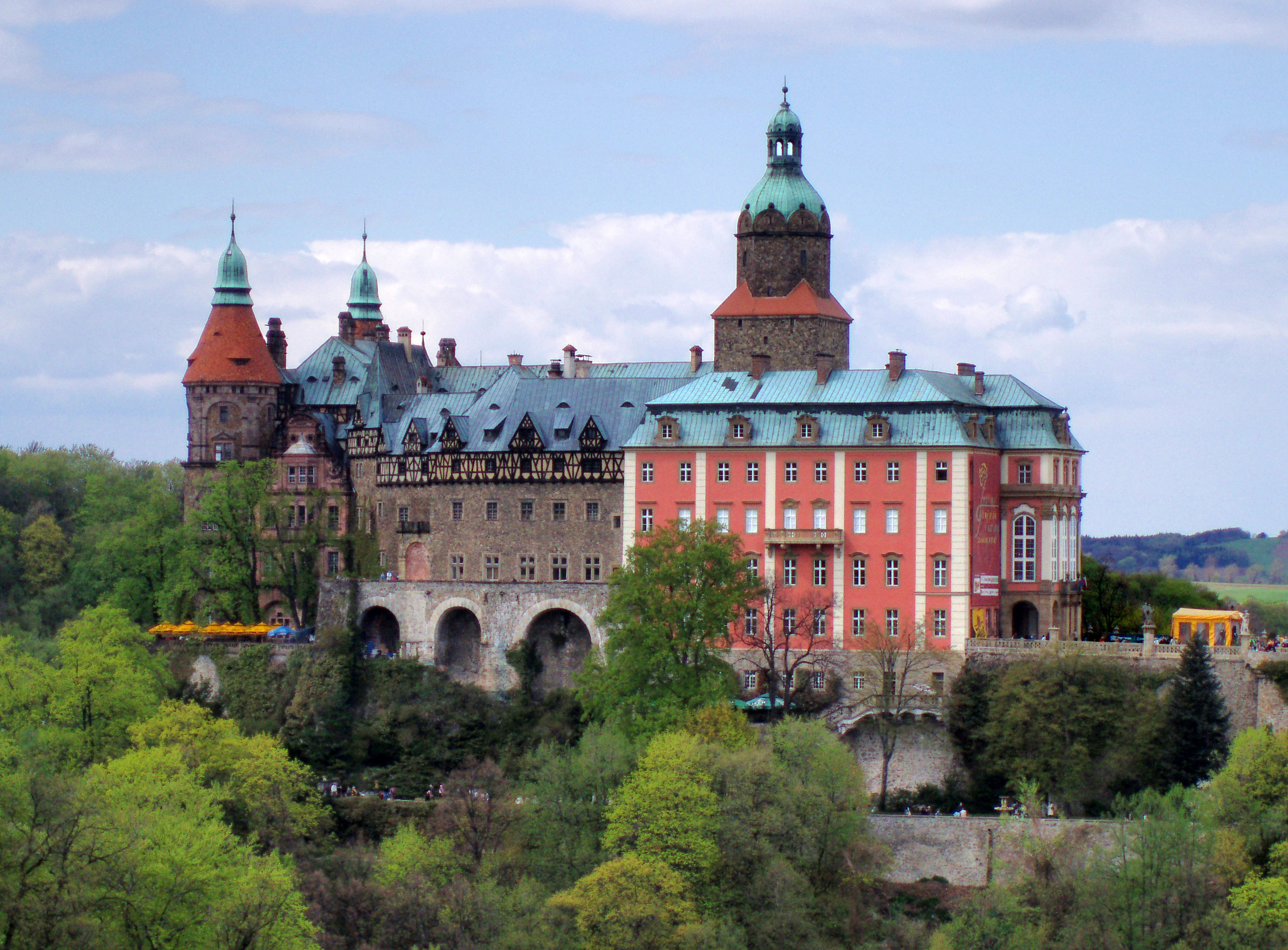
Château de Książ.
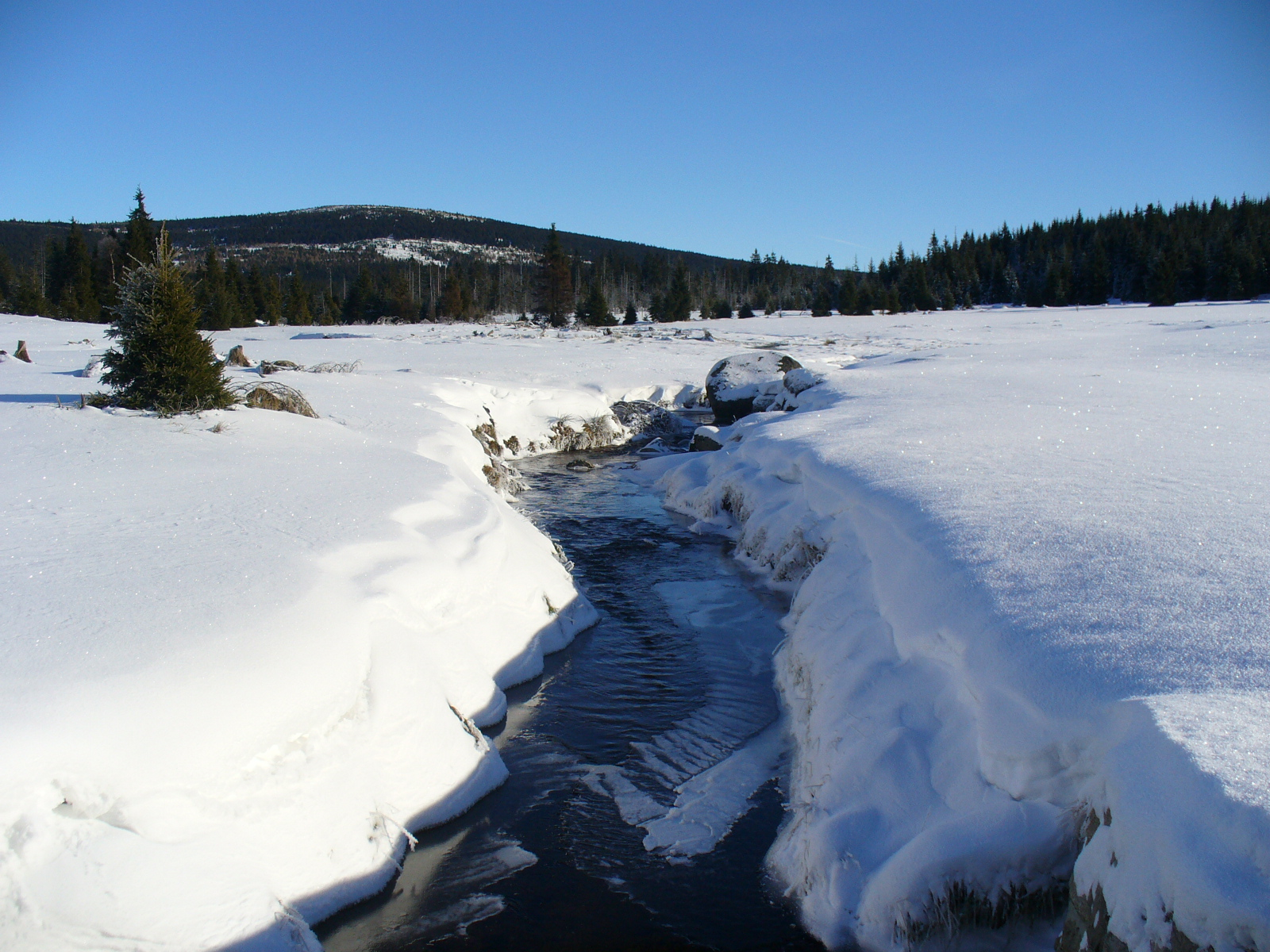
La prairie de la Jizera en hiver, un des endroits les plus froids de la Pologne.